# 679
Năm 679 là một năm trong lịch Julius.

## Sự kiện
Năm 679: Nhà Đường đổi Giao Châu thành An Nam Đô hộ phủ. Trụ sở đặt tại Tống Bình (Hà Nội).